# Россия 88
«Росси́я 88» — российский фильм-драма 2009 года Павла Бардина о молодёжной субкультуре НС-скинхедов, снятый в жанре мокьюментари.

## Сюжет
Действие фильма происходит после взрыва на черкизовском рынке (2006 год) и последующего суда над его организаторами в период конца движения неонацистов в России. Группировка «Россия 88», одна из последних влиятельных неонацистских банд в Москве, возглавляется фанатичным сторонником фашизма по имени Александр «Штык», который является её абсолютным и харизматичным лидером. Группировку крышует ветеран Первой Чеченской войны, а ныне школьный учитель ОБЖ Климент Климентович, умеющий договариваться с милицией, которая отмечает все преступления неонацистов как «совершённые неизвестной группой лиц». В качестве «платы» скинхеды устраивают заказные погромы против неугодных милиции лиц. В качестве ширмы и места сбора членов группировки используется военно-исторический клуб для практикующих боевые искусства.
Эдуард (в окружении его также зовут Абрамом из-за его еврейских предков по отцовской линии), один из членов банды, решает снять пропагандистский фильм о жизни неонацистов, чтобы агитировать общество примкнуть к стремительно теряющему популярность движению. В роликах фигурируют демонстративные вымышленные избиения приезжих (роли «жертв» играют загримированные члены банды). Одновременно, Штык рассказывает о дискриминации русских приезжими неславянской внешности. Сам Штык, убеждённый сторонник борьбы с «оккупантами» и превосходства русской нации, при этом является ярым сторонником Адольфа Гитлера и в своей речи регулярно переходит на немецкий язык. Его семья таких идей не разделяет, а отец прямо осуждает.
Однажды, к Штыку и его людям приходит незнакомый влиятельный человек, представляющийся его тёзкой Александром и предлагает союзничество, говоря, что возглавляемая им (неназванная) организация, хотя и не имеет никаких этнических предпочтений, сделала для России намного больше, чем все неонацисты вместе взятые. Штык категорически против какого-бы то ни было сотрудничества. После ухода Александра Климент Климентович признается, что, хотя он и не разделяет идей Александра и уважает мнение Штыка, он считает, что нужно быть реалистами: неонацизм уже не имеет былого влияния и поддержки в обществе, и чтобы достичь каких-либо существенных успехов, им нужно искать влиятельных союзников. Примерно в это же время отец Штыка окончательно отрекается от него.
Вскоре группировка проводит боевые тренировки, во время которых к ней присоединяются новые члены, и все клянутся «защищать Россию и бороться за идею до последней капли крови». Примерно в это же время между Эдуардом и несколькими членами группировки происходит конфликт, связанный со слабой физической формой первого. Проведя тренировки по рукопашному бою и стрельбе из огнестрельного оружия, Климент Климентович сообщает о намерении устроить крупный вооружённый погром на Черкизовском рынке, для подготовки которого необходимо детально выяснить его планировку вместе со всеми входами и выходами.
Для выполнения этого задания направлен Эдуард, который в одиночку приходит на Черкизовский рынок. Внезапно он замечает сестру Штыка — Юлю, встречающуюся с кавказцем по имени Роберт. Ошеломлённый, он звонит Штыку, который оказывается удивлён ещё больше. Вдвоём они на такси выслеживают Юлю и Роберта, которые приводят их к дому Штыка. Штык шокирован. Он долго молча разглядывает мотороллер Роберта возле подъезда, периодически поднимая взгляд вверх. Затем он поднимается в квартиру и зовёт за собой Эдуарда. Тот вначале пытается отказать Штыку со словами: «Мне домой надо», но Штык настаивает: «Будешь снимать!», и Эдуард поднимается со Штыком в квартиру. Не обращая внимание на попытки тёти разрядить обстановку, Штык грубо требует у Роберта номер его телефона, после чего оба неонациста уходят.
На следующий день Штык вводит в заблуждение своих «соратников», говоря им, что некий кавказец пристаёт к его сестре, несмотря на то, что его сестра якобы против ухаживаний Роберта. Он звонит Роберту и назначает «стрелку» всем «кавказцам» из окружения Роберта, после чего едет в указанное место вместе со всеми членами группировки и Климентом Климентовичем. Роберт пытается уладить всё мирным путём, но вооружённые арматурой и ножами неонацисты начинают драку и избивают его, после чего брат Роберта открывает огонь из револьвера. От пуль гибнет Климент Климентович и любимая собака Штыка, а остальные члены банды отступают, не решаясь противостоять огнестрельному оружию.
Разборка проиграна, неонацисты деморализованы, а группировка лишилась своего покровителя. Впоследствии с членами банды общается участковый, но уже не с предложением о союзничестве, а предлагая им свое покровительство, обещая использовать свое влияние, чтобы спасти ребят от тюрьмы. Взамен он требует беспрекословно подчиняться ему во всем. Ещё недавно клявшиеся бороться за идею до конца, неонацисты молчат, но судя по всему соглашаются. Одновременно все единогласно решают свалить всю ответственность на Штыка и сдать его в милицию. Бывший лидер пытается возразить, но его уже никто не слушает.
На стороне Штыка и идей неонацизма остаётся только Эдуард. Перед уходом из помещения бывшие члены банды советуют Штыку оставить сестру и Роберта, чтобы не утяжелять и без того серьёзные обвинения и не ломать молодым людям жизнь, но бывший лидер грубо прогоняет всех. Потрясённый Штык возвращается домой и узнает, что Юля решила бежать вместе с Робертом. Штык и Эдуард бросаются в погоню и настигают беглецов на безлюдной железнодорожной станции. Штык расстреливает Роберта, не обращая внимания на мольбы Юли о пощаде. Однако в какой-то момент оба неонациста отвлекаются, и девушка убивает себя из брошенного Штыком пистолета (сам момент самоубийства остаётся за кадром).
Эдуард пытается убедить Штыка бежать из страны, чтобы начать новую жизнь за границей, но, деморализованный гибелью дорогих ему людей и предательством всех, кого он считал своими братьями, тот отказывается. Сперва он пытается прогнать Эдуарда, оскорбляя его, чтобы тот не был втянут в это дело и избежал уголовной ответственности, но тот не хочет бросать «боевого товарища».
Поняв это, Штык делает последнее признание: он убил Роберта потому, что тот, по его признанию, не похож на него. Понимая, что именно он стал причиной смерти стольких людей, Штык говорит, что «долг платежом красен» и, по-видимому, совершает самоубийство, выстрелив себе в рот. После чего следуют архивные кадры, в которых счастливые Александр и Юля играют с щенком собаки, впоследствии убитой во время разборки с «кавказцами». Вместо финальных титров идёт список реальных людей, убитых неонацистами в 2008 году (год съёмок фильма).

## Прототипы главных героев
Прототипы «Штыка» и группировки «Россия 88» — НС-скинхед Тесак и его группировка «Формат 18». Они снимали ролики, некоторые из которых положены в сценарий фильма, и выкладывали в Интернете. Режиссёр фильма Павел Бардин отвечает на вопросы «Новой газеты»:

— У ваших героев были прототипы? У Штыка, блестяще и мускулисто сыгранного Петром Федоровым, Бояна, Свинины?
— Вообще-то, не хотелось, чтобы имя это звучало. Ну, ладно. Все и так знают, кто такой Марцинкевич (кличка Тесак). Один из главных публичных наци-скинов. Его объединение «Формат 18» в основном занималось пиаром, снимали ролики. Мы использовали ролики, чтобы понять «систему», по жанрам разложить: постановочные, игровые, шуточные. Есть псевдоизбиения, есть настоящие. По принципам этих «жанров» мы и снимали «кино» банды «Россия 88». Прототипом его не считаю, впервые называю имя. Не хочу, чтобы его ассоциировали с нашими героями.

## Персонажи
- Александр «Штык» (Пётр Фёдоров)[4] — лидер группировки «Россия 88», её харизматический лидер. Фанатичный сторонник идей Гитлера, превосходства русской нации и борьбы с оккупантами, не видит никакого противоречия в подобных взглядах. После предательства со стороны бывших последователей и самоубийства сестры признается в истинных причинах своей ненависти и стреляется.
- Эдуард Маркович (Михаил Поляков)[4] — член группировки «Россия 88»; имеет еврейских предков по отцу (согласно иудаизму, считается, что он не еврей), в банде также известен как «Абрам» или «Мойша». Убежденный неонацист и антисемит. Для пропаганды идей неонацизма среди населения решает снимать пропагандистский фильм. Единственный сохраняет верность идеям и своему лидеру. Судьба неизвестна.
- Отец Штыка (Александр Макаров)[4] — прямо осуждает мировоззрение и поведение сына и в итоге от него отрекается.
- Мать Штыка (Елена Токмакова-Горбушина)[4]. Мировоззрение сына не разделяет, но открыто не осуждает.
- Тётя Штыка и его сестры Юли (Александра Николаева)[4]. Не разделяет взглядов племянника, хорошо относится к возлюбленному своей племянницы — Роберту.
- Юля (Вера Строкова)[4] — сестра Штыка. Поначалу, просто смеётся над взглядами брата. Впоследствии влюбляется в выходца с Кавказа по имени Роберт. В финале пытается сбежать с ним, а после убийства возлюбленного убивает себя.
- Роберт (Казбек Кибизов)[4] — возлюбленный Юли, этнический кавказец. Миролюбив и пытается избежать насилия. В финале пытался сбежать вместе с возлюбленной, но был застрелен в упор Штыком.
- Старший брат Роберта (Георгий Тотибадзе)[4]. Во время разборки с людьми Штыка убил их покровителя, за что впоследствии понес уголовную ответственность.
- Марта (Марина Орёл)[4] — подруга Штыка, состоит в его группировке. В конце предает идеи неонацизма и переходит на сторону чиновника Александра. Тем не менее, открыто не осуждает бывшего лидера, хотя и не пытается его поддержать.
- Климент Климентович (Арчибальд Арчибальдович)[4] — покровитель группировки «Россия 88», официально — руководитель клуба и преподаватель ОБЖ в школе. Ветеран Первой Чеченской войны. Застрелен братом Роберта во время разборки.
- Участковый милиционер, друг Климента Климентовича (Петр Баранчеев)[4]. Отмечает преступления неонацистов как нераскрытые. После гибели Климента Климентовича становится новым покровителем группировки.
- Александр (Андрей Мерзликин)[4] — чиновник, тёзка Штыка.
- «Боян» (Николай Мачульский)[4] — член группировки «Штыка». В финале предает своего главаря.
- «Свинина» (Михаил Павлик)[4] — член группировки «Штыка». Толстый и любящий много поесть. В финале предает своего главаря.
- «Добрый» (Антон Кузнецов)[4] — член группировки «Штыка». В финале предает своего главаря.
- «Малой» (Иван Игнатенко)[4] — член группировки «Штыка». В финале предает своего главаря.
- «Витязи»: (Олег Соколов и Максим Мосин)[4] — любители славянского фэнтези. На короткое время присоединяются к группировке «Штыка», впоследствии также его предают.

## Съёмки
Местом жительства для членов банды выбран московский район Тушино. В фильме об этом явно не говорится, но во многих сценах, где действие происходит под открытым небом, можно увидеть различные части этого района.
По сюжету фильма герои являются болельщиками московского «Динамо». Одна из сцен фильма снята на стадионе «Динамо».
В фильме присутствуют кадры из видеоигры «Killzone».
По словам Петра Фёдорова, из-за фильма у него испортились отношения с матерью.
На последнем этапе создания фильма проекту помог продюсер Александр Роднянский, в частности — попасть в программу Берлинского кинофестиваля.

## Премии и участие в фестивалях
- Лауреат премии «Ника» за 2009 в категории «Открытие года»[8].
- Фильм был включён в программу фестиваля «Кинотеатр.doc», но демонстрация фильма была отменена без объяснения причин[9].
- В 2009 году фильм был включён в программу «Панорама» Берлинского кинофестиваля и был хорошо принят зрителями.
- На фестивале кинематографических дебютов «Дух огня» в Ханты-Мансийске фильм получил Специальный приз.
- Чебоксарский Международный кинофестиваль 2009 — Победителем фестиваля стал фильм «Россия 88».

## Запрет фильма в России
В 2010 году прокуратурой Самарской области был подан иск о конфискации и изъятии из гражданского оборота кинофильма «Россия 88» как экстремистского. В дальнейшем прокуратура по требованию Генпрокуратуры отозвала иск. Пётр Фёдоров сказал в интервью по поводу этих событий: «Мне кажется диким, что фильм так буквально отождествляют с реальностью. Мы всеми силами пытались избежать какой-то наглядной жести — там даже крови не было, всё сделано максимально мило. Тем не менее нас три года таскали по судам — это вообще забавная история: хотели присвоить гриф „Экстремистские материалы“ и изъять из оборота на всей территории страны».
3 февраля 2016 года по решению Нарьян-Марского суда фильм был признан экстремистским. Роскомнадзор внёс в реестр запрещённых материалов страницу фильма на YouTube, и тем самым заблокировал выложенный фильм. В тот же день с согласия Генпрокуратуры фильм был исключён из реестра запрещённых сайтов. Мотивировано это было тем, что экстремистским был признан только один фрагмент, вырезанный из фильма и распространяемый вне сюжета, а фильм в целом не несёт в себе пропаганды нацистской идеологии.